# Бландуе-Сен-Жан
Бландуе-Сен-Жан (фр. Blandouet-Saint Jean) — муніципалітет у Франції, у регіоні Пеї-де-ла-Луар, департамент Маєнн. Бландуе-Сен-Жан утворено 1 січня 2017 року шляхом злиття муніципалітетів Бландуе i Сен-Жан-сюр-Ерв. Адміністративним центром муніципалітету є Сен-Жан-сюр-Ерв. Населення — 559 осіб (01.01.2021).